# Episodi di Moesha (terza stagione)
La terza stagione della serie televisiva Moesha è stata trasmessa in anteprima negli Stati Uniti d'America dalla UPN dal 26 agosto 1997 al 19 maggio 1998.
In Italia la stagione viene trasmessa in prima visione assoluta dal 24 dicembre 2024 su Canale 8, tranne il nono episodio.
| nº | Titolo originale                                     | Titolo italiano             | Prima TV USA      | Prima TV Italia  |  |
| -- | ---------------------------------------------------- | --------------------------- | ----------------- | ---------------- |  |
| 1  | Labor Day Jammy                                      | Buona festa dei lavoratori! | 26 agosto 1997    | 24 dicembre 2024 |  |
| 2  | (Grand)Poppa Don't Take No Mess                      | Barbecue... rifiutato       | 26 agosto 1997    | 7 gennaio 2025   |  |
| 3  | Day One                                              | Alla Bridgewood Academy     | 2 settembre 1997  | 7 gennaio 2025   |  |
| 4  | Age Ain't Nothing But a Number                       | Chi è Jennifer?             | 9 settembre 1997  | 7 gennaio 2025   |  |
| 5  | My Mom's Not an Ottoman                              | I mobili della mamma        | 16 settembre 1997 | 20 gennaio 2025  |  |
| 6  | The Play Scene                                       | La sceneggiatura            | 23 settembre 1997 | 20 gennaio 2025  |  |
| 7  | Use Me Once Shame on You, Use Me Twice I'll Kill You | Nuovo gruppo: CPQ           | 30 settembre 1997 | 20 gennaio 2025  |  |
| 8  | Keepin' It Real                                      | Dee in sciopero             | 14 ottobre 1997   | 2 febbraio 2025  |  |
| 9  | Halloween Part 1: Kim's Revenge                      |                             | 28 ottobre 1997   | inedita          |  |
| 10 | Rhythm and Dues                                      | Nuovo gruppo: CPQ II        | 4 novembre 1997   | 3 febbraio 2025  |  |
| 11 | Break It Down                                        | Come padre e figlio         | 11 novembre 1997  | 3 febbraio 2025  |  |
| 12 | Double Date                                          |                             | 18 novembre 1997  | inedita          |  |
| 13 | Talk to the Town                                     |                             | 25 novembre 1997  | inedita          |  |
| 14 | He Ain't Heavy, He's Dee's Brother                   |                             | 12 gennaio 1998   | inedita          |  |
| 15 | The Short Story                                      |                             | 3 febbraio 1998   | inedita          |  |
| 16 | It's My Paper and I'll Cry If I Want To              |                             | 24 febbraio 1998  | inedita          |  |
| 17 | She's Back                                           |                             | 3 marzo 1998      | inedita          |  |
| 18 | Model Employee                                       |                             | 17 marzo 1998     | inedita          |  |
| 19 | Mo's Money, Mo's Money, Mo's Money                   |                             | 14 aprile 1998    | inedita          |  |
| 20 | This Time You've Gone Too Far                        |                             | 28 aprile 1998    | inedita          |  |
| 21 | Body Language                                        |                             | 5 maggio 1998     | inedita          |  |
| 22 | Pajama Jam                                           |                             | 12 maggio 1998    | inedita          |  |
| 23 | A House Is Not a Home                                |                             | 19 maggio 1998    | inedita          |  |